# Zhou Qi
Zhou Qi (chinês:  周琦;Pīnyīn:Zhōu Qí) (Xinxiang, 16 de janeiro de 1996) é um basquetebolista chinês que atualmente joga pelo Xinjiang Flying Tigers of the Chinese Basketball Association (CBA).. O atleta possui 2,18m, pesa 99kg e atua na posição Ala.